# Långgöl (Hannäs socken, Småland)
Långgöl är en sjö i Åtvidabergs kommun i Småland och ingår i Vindåns huvudavrinningsområde.